# Saroléa
Saroléa war ein belgisches Unternehmen, das seit 1850 in Herstal Waffen herstellte. Ab 1892 wurden auch Fahrzeuge hergestellt.

## Geschichte
Fahrräder entstanden ab 1892. Motordreiräder sowie Kleinwagen wurden zwischen 1898 und 1900 hergestellt und Motorräder von 1900 bis 1967. Die Dreiräder hatten Einbaumotoren von De Dion-Bouton.
Die ersten Motorräder wurden mit 2,75- und 3,5-PS-Einzylinder-Viertaktmotoren ausgerüstet. Ab 1906 gab es auch einen Zweizylinder-V-Motor mit 5 PS. Die von Saroléa entwickelten Motoren wurden sogar nach England exportiert und dort unter dem Namen Kerry verkauft. 1914 erschien ein 546-cm³-Motor mit stehenden Ventilen. Später wurden vorwiegend 346- und 496-cm³-Einzylindermotoren mit stehenden oder hängenden Ventilen produziert. Viele Teile der Motorräder stammten von englischen Herstellern wie Sturmey-Archer (Getriebe), Amal (Vergaser), Best & Lloyd (Ölpumpen).

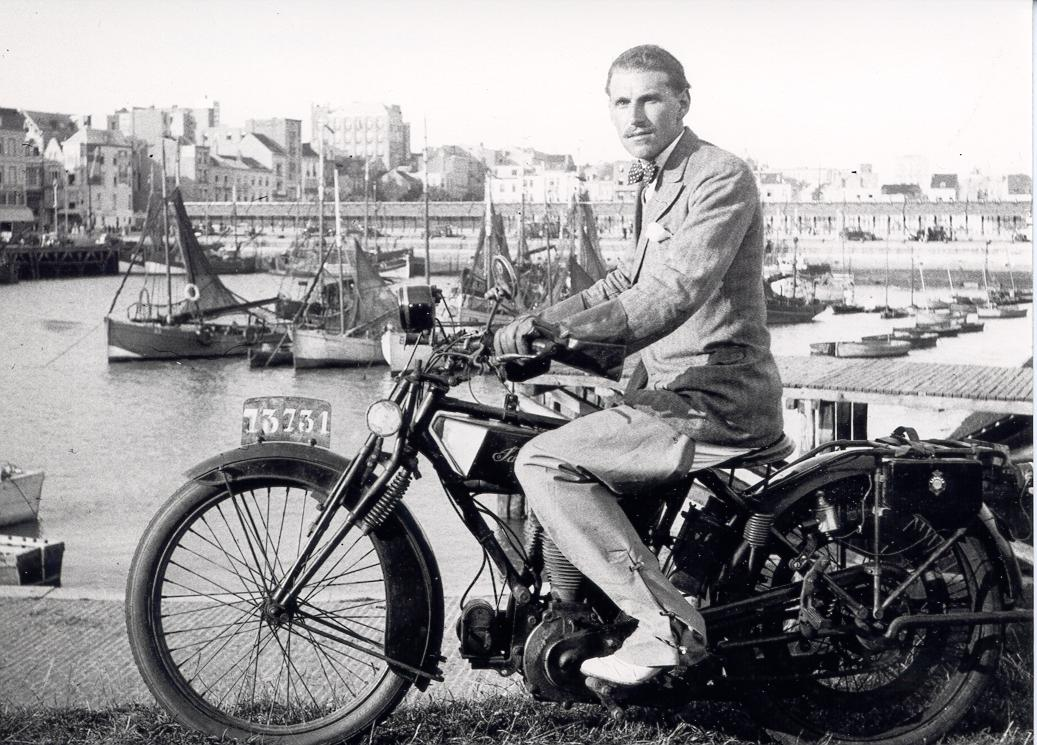
Der Architekt Léon van Dievoet auf seinem Saroléa-Motorrad. Blankenberghe, 16. Juli 1934

Saroléa-Motorräder waren im sportlichen Stil der klassischen englischen Motorräder gebaut. In den 1930er-Jahren gab es ein mit OHC-Maschinen ausgestattetes Werksteam. 1938 waren die Einzylinder-Königswellen-Motoren mit zwei obenliegenden Nockenwellen sehr erfolgreich. Von 1950 bis 1959 gab es einen Viertakt-Parallel-Twin mit zunächst 500, später 600 cm³, das Modell Atlantic. Ab Mitte der 1950er-Jahre arbeitete man angesichts des rückläufigen Motorradmarktes eng mit der belgischen Konkurrenz zusammen und produzierte neben den klassischen Viertaktern bis 1960 auch verschiedene Modelle mit Zweitaktmotoren, teils mit eigenen, teils mit zugekauften Sachs-Motoren.

## Modelle
- Prima und Supra: 123 cm³ Zweitakter
- Regina, Protecta und Century: 198 cm³ Zweitakter
- Vedette: 350 cm³ ohv-Viertakter
- Continental Super: 398 cm³ sv-Viertakter
- Colonial: 589 cm³ sv-Viertakter

Bedingt durch den starken Rückgang im Motorradverkauf in den späten 1950er-Jahren verschwand die Marke Saroléa vom Markt.

## Galerie

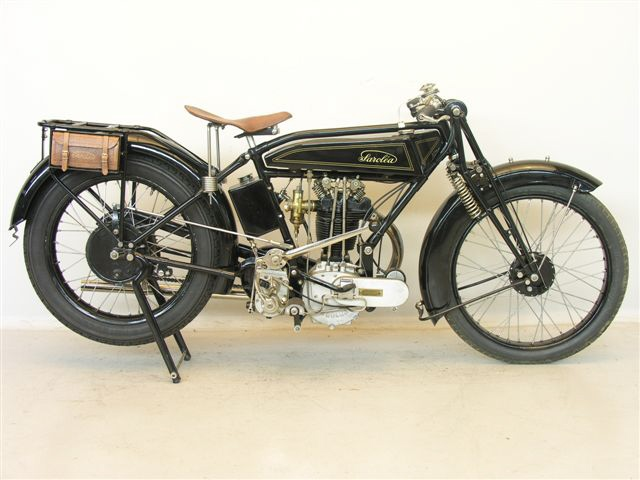
Saroléa 25 H (350 cm³) von 1925
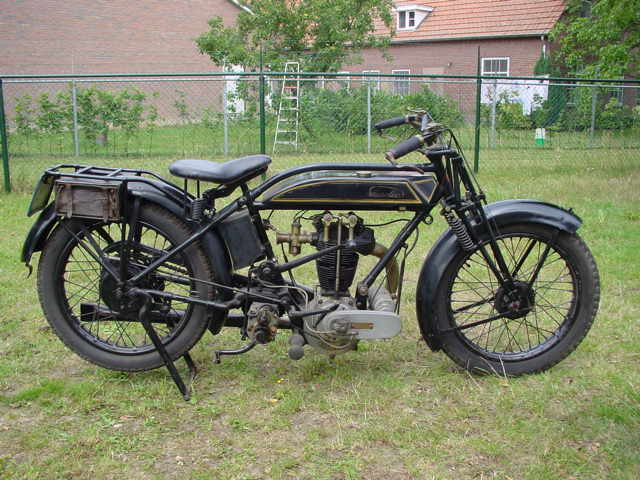
Saroléa 500 cm³ von 1925
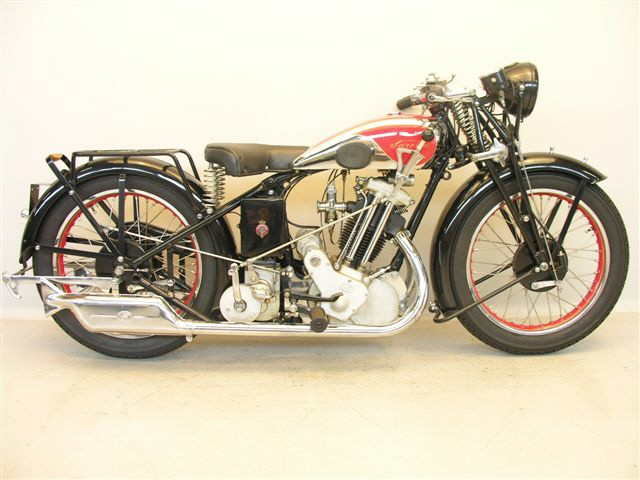
Saroléa B 31 (350 cm³) von 1931
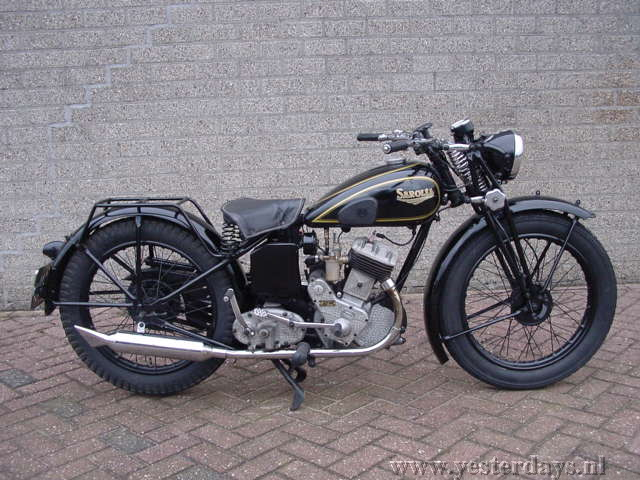
Saroléa 46 AS (350 cm³) von 1946
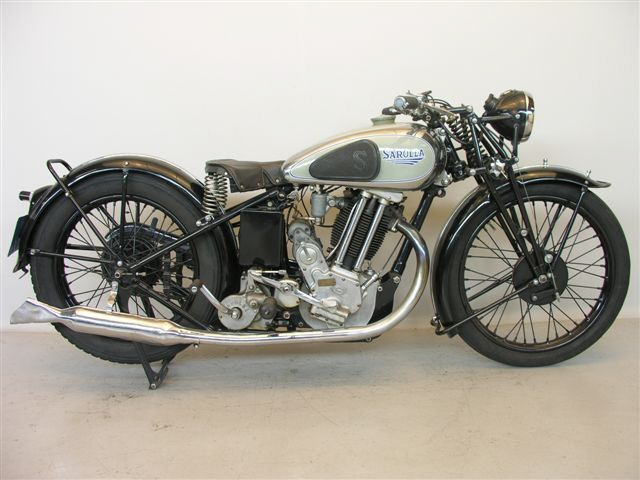
Saroléa 36 S (600 cm³) von 1936
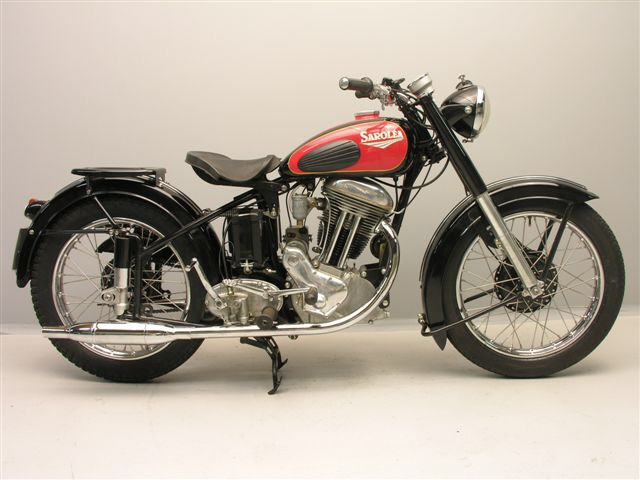
Saroléa Vedette (350 cm³) von 1952
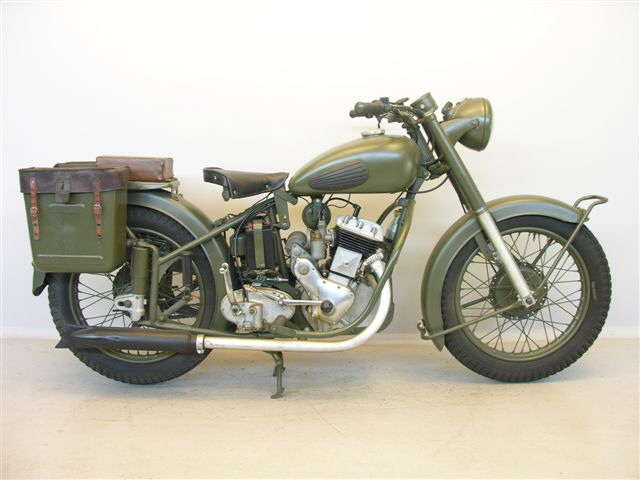
Saroléa 51 A4 (400 cm³) von 1951